# Sardinella lemuru
Sardinella lemuru (лат.) — вид лучепёрых рыб семейства сельдевых.

## Описание
Тело удлинённое, субцилиндрическое, высота тела менее 30 % стандартной длины, брюхо закруглённое. В спинном плавнике 13—21 мягких лучей, в анальном плавнике 12—23 мягких лучей. В брюшных плавниках восемь мягких лучей, что отличает этот вид от других представителей сельдевых в восточной части Индийского океана и западной Пацифики. Голова короче (26—29 % стандартной длины), чем у S. longiceps (29—35 % стандартной длины тела), а количество жаберных тычинок на нижней части первой жаберной дуги намного меньше (77—188 у рыб длиной 6,5—22 см), чем у S. longiceps (150—253, обычно более 180). Максимальная длина тела 23 см, обычно не более 20 см. За жаберной крышкой имеется слабо выраженное золотистое пятно, переходящее в золотистую полосу, тянущуюся вдоль боковой линии. Выраженное тёмное пятно на заднем конце жаберной крышки.

## Ареал
Восточная часть Индийского океана (Пхукет, Таиланд, южное прибрежье восточной Явы, Бали, западная Австралия) и западная часть Тихого океана (Яванское море к северу от Филиппин, Гонконг, Тайвань и до юга Японии).

## Биология
Прибрежная пелагическая стайная рыба, совершает сезонные миграции. Взрослые особи образуют большие стаи в прибрежных водах, особенно в зоне апвеллинга в проливе Бали. Встречаются в опреснённых заливах и лагунах. Питается фитопланктоном и зоопланктоном (преимущественно копеподами). Нерестятся в прибрежных водах при низкой солёности воды. В районе Бали нерест вероятно в сезон дождей (обычно в сентябре—феврале, с пиком в декабре—январе). Нерестовые миграции тесно связаны с гидрологическими условиями (в первую очередь с температурой воды). Нерест в Восточно-Китайском море достигает пика в конце марта — мае, но продолжается до августа.

## Хозяйственное значение
Ценная промысловая рыба. Максимальные уловы отмечены в 1999 году, достигнув 161,5 тыс. тонн. Больше всего ловится в Индонезии.
| Год                   | 2005 | 2006  | 2007  | 2008 | 2009  | 2010 | 2011 | 2012 | 2013  | 2014 | 2015 |
| Мировые уловы, тыс. т | 52,4 | 105,4 | 111,2 | 82,4 | 108,8 | 71,6 | 32,5 | 45,8 | 45,78 | 66,5 |      |